# Liste der Mitglieder des Provinziallandtags der Provinz Posen (5. Sitzungsperiode)
Diese Liste gibt einen Überblick über die Mitglieder des Provinziallandtags der preußischen Provinz Posen in der fünften Sitzungsperiode 1841.
| Kurie                                 | Wahlbezirk                                         | Abgeordneter                                                | Beruf, Ort                                                             | Anmerkung                                                         |
| ------------------------------------- | -------------------------------------------------- | ----------------------------------------------------------- | ---------------------------------------------------------------------- | ----------------------------------------------------------------- |
| Stand der Prälaten, Grafen und Herren |                                                    | von Zacha                                                   | Rittmeister a. D., Rittergutsbesitzer auf Strelitz                     | Als Vertreter für den Fürsten Maximilian Karl von Thurn und Taxis |
| Stand der Prälaten, Grafen und Herren |                                                    | Joseph von Mycielski                                        | Ronkossowo                                                             | Als Vertreter für Fürst August Anton Sułkowski                    |
| Stand der Prälaten, Grafen und Herren |                                                    | Fürst Wilhelm von Radziwill                                 |                                                                        |                                                                   |
| Stand der Prälaten, Grafen und Herren |                                                    | Fürst Boguslaw von Radziwill                                |                                                                        |                                                                   |
| Stand der Prälaten, Grafen und Herren |                                                    | Graf Athanasius von Raczynski                               |                                                                        |                                                                   |
| Ritterschaft                          | Kreis Adelnau                                      | Adalbert von Lipski                                         | Rittergutsbesitzer, auf Lewkow                                         |                                                                   |
| Ritterschaft                          | Kreis Birnbaum                                     | Baron George von Massenbach                                 | Rittergutsbesitzer, auf Bialokosz,                                     | stellvertretender Landtagsmarschall                               |
| Ritterschaft                          | Kreis Buk und Kreis Obornik                        | Andreas von Riegolewski                                     | Rittergutsbesitzer, auf Riegolew                                       |                                                                   |
| Ritterschaft                          | Kreis Fraustadt                                    | Alexander von Brodowski                                     | Generallandschaftsdirektor, Rittergutsbesitzer auf Mittel-Geyersdorf   |                                                                   |
| Ritterschaft                          | Kreis Kröben                                       | Carl von Stablewski                                         | Rittergutsbesitzer auf Zalesie                                         |                                                                   |
| Ritterschaft                          | Kreis Krotoschin                                   | Franz von Przytuski                                         | Rittergutsbesitzer, Kreisdeputierter und Landschaftsrat auf Starkowiec |                                                                   |
| Ritterschaft                          | Kreis Kosten                                       | Eduard von Potworowski                                      | Rittergutsbesitzer auf Deutsch-Presse                                  |                                                                   |
| Ritterschaft                          | Kreis Meseritz und Kreis Bomst                     | Freiherr Rudolf Hiller von Gärtringen                       | Betsche                                                                |                                                                   |
| Ritterschaft                          | Kreis Pleschen                                     | Joseph von Kurcewski                                        | Rittergutsbesitzer auf Kowalewo                                        |                                                                   |
| Ritterschaft                          | Kreis Posen                                        | Graf Tytus Działyński                                       | Rittergutsbesitzer auf Kurnik                                          |                                                                   |
| Ritterschaft                          | Kreis Samter                                       | Vincent von Kalkstein                                       | Rittergutsbesitzer auf Pfarskie                                        |                                                                   |
| Ritterschaft                          | Kreis Schildberg                                   | Stephan von Wiesiolowski                                    | Rittergutsbesitzer, Kreisdeputierte und Landschaftsrat auf Strzyzow    |                                                                   |
| Ritterschaft                          | Kreis Schrimm                                      | Graf Eduard von Raczyński                                   | Kammerherr auf Regulin                                                 |                                                                   |
| Ritterschaft                          | Kreis Schroda                                      | Leon von Zawadzki                                           | Rittergutsbesitzer und Kreisdeputierter auf Bednartz                   |                                                                   |
| Ritterschaft                          | Kreis Wreschen                                     | Stanislaus von Poninski                                     | auf Wrechen                                                            | Landtagsmarschall                                                 |
| Ritterschaft                          | Kreis Bromberg und Kreis Mogilno                   | Thaddäus von Wolanski                                       | Rittergutsbesitzer und Landrat a. D. auf Palosc                        |                                                                   |
| Ritterschaft                          | Kreis Czarnikau und Kreis Chodziesen               | Graf Heliodor von Skorzewski                                | Rittergutsbesitzer auf Prochnowo                                       |                                                                   |
| Ritterschaft                          | Kreis Gnesen                                       | Graf Eustachius von Wollowicz                               | Rittergutsbesitzer auf Dzialyn                                         |                                                                   |
| Ritterschaft                          | Kreis Inowraclaw                                   | Dr. Anton von Kraszewski                                    | Rittergutsbesitzer auf Tarkowo                                         |                                                                   |
| Ritterschaft                          | Kreis Schubin                                      | Graf Gustav von Dąmbski                                     | Rittergutsbesitzer auf Jadownik                                        |                                                                   |
| Ritterschaft                          | Kreis Wirsitz                                      | Gustav Carl Albrecht Clemens Fürchtegott Graf von der Goltz | Rittergutsbesitzer auf Tukum                                           |                                                                   |
| Ritterschaft                          | Kreis Wongrowiec                                   | Pantaleon Schumann                                          | Rittergutsbesitzer und Regierungsrat a. D. auf Ezeszewo                |                                                                   |
| Städte                                | Stadt Posen                                        | Friedrich Wilhelm Grätz                                     | Kaufmann und Stadtverordneter in Posen                                 |                                                                   |
| Städte                                | Stadt Posen                                        | Eugen Naumann                                               | Oberbürgermeister in Posen                                             |                                                                   |
| Städte                                | Stadt Bromberg                                     | Ernst Conrad Peterson                                       | Stadtbaurat in Bromberg                                                |                                                                   |
| Städte                                | Stadt Fraustadt                                    | Johann August Stephan Sachtleben                            | Stadtkämmerer und Ratmann in Fraustadt                                 |                                                                   |
| Städte                                | Stadt Lissa                                        | Johann Willmann                                             | Land- und Stadtgerichtsdirektor und Stadtverordnetenvorsteher in Lissa |                                                                   |
| Städte                                | Stadt Gnesen                                       | Johann Kugler                                               | Apotheker in Gnesen                                                    |                                                                   |
| Städte                                | Stadt Meseritz                                     | Moritz Adolph Heinrich Brown                                | Bürgermeister in Meseritz                                              |                                                                   |
| Städte                                | Stadt Rawicz                                       | Wilhelm Hausleutner                                         | Apotheker und Stadtverordneter in Rawicz                               |                                                                   |
| Städte                                | der Kreise Obornik, Samter, Buk, und Posen         | Johann Friedrich Weigel                                     | Apotheker in Samter                                                    |                                                                   |
| Städte                                | der Kreise Pleschen, Schroda, Schrimm und Wreschen | Benjamin Roll                                               | Kaufmann zu Santomyšl                                                  |                                                                   |
| Städte                                | der Kreise Krotoschin, Adelnau, und Schildberg     | Joseph Paternowski                                          | Bürgermeister in Dobrzyna                                              |                                                                   |
| Städte                                | der Kreise Fraustadt, Kosten und Kröben            | Johann Robowski                                             | Bürgermeister in Kosten                                                |                                                                   |
| Städte                                | der Kreise Birnbaum, Bomst, und Meseritz           | Ernst Zietzold                                              | interim. Bürgermeister in Tirschtiegel                                 |                                                                   |
| Städte                                | der Kreise Bromberg, Schubin, und Wirsitz          | Wilhelm Bauer                                               | Kaufmann zu Nakel                                                      |                                                                   |
| Städte                                | der Kreise Czarnikau, Chodziesen und Wongrowiec    | Teske                                                       | Kaufmann und Schönfärber zu Samoczyn                                   |                                                                   |
| Städte                                | der Kreise Gnesen, Inowractaw und Mogilno          | Carl Urban                                                  | Stadtkämmerer in Inowractaw                                            |                                                                   |
| Landgemeinden                         | der Kreise Adelnau, Krotoschin, und Schildberg     | Michael Sadomski                                            | Grundbesitzer in Lisiny                                                |                                                                   |
| Landgemeinden                         | der Kreise Birnbaum, Bomst, und Meseritz           | Johann Gillert                                              | Freigutsbesitzer in Colben                                             |                                                                   |
| Landgemeinden                         | der Kreise Fraustadt, Kosten, und Kröben           | Anton Grunwald                                              | Freigutsbesitzer in Hinzendorf                                         |                                                                   |
| Landgemeinden                         | der Kreise Buk, Obornik, Posen und Samter          | Carl Jordan                                                 | Freigutsbesitzer in Chomcice                                           |                                                                   |
| Landgemeinden                         | der Kreise Schrimm, Schroda, Wreschen und Pleschen | Casimir Dobrowolski                                         | Erbpächter in Wittorowo                                                |                                                                   |
| Landgemeinden                         | der Kreise Bromberg, Schubin, und Wirsitz          | Johann Quandt                                               | Mühlenbesitzer zu Wydar-Mühle                                          |                                                                   |
| Landgemeinden                         | der Kreise Czarnikau, Chodziesen und Wongrowiec    | Johann Ludwig König                                         | Freischulzengutsbesitzer in Rosko                                      |                                                                   |
| Landgemeinden                         | der Kreise Gnesen, Inowrazlaw und Mogilno          | Daniel Busse                                                | Freischulzengutsbesitzer in Laski                                      |                                                                   |